# 자오허 고성
자오허 고성(중국어 간체자: 交河故城, 병음: Jiāohé gǔchéng, 교하고성)은 신장 투루판의 10 km 서쪽의 야르나즈 계곡에서 발견된 고대 중국의 국가였던 차사전국의 수도 유적이다. 야르나즈 계곡 아래로는 무르투크 강이 흐르고, 이곳 자오호 고성을 현지인들은 '야르허투'라고 부른다. 1992년부터 나라 국립문화재연구소와 신장 문화유적국이 공동으로 문화재보호를 위해 협력해 왔다.

## 역사
기원전 108년부터 AD 450년까지 교하는 중국 고대의 차사전국(車師前國)의 수도였다. 차사전국은 한나라, 진나라, 남송, 북송과 함께 존재하였던 고대 중국의 국가였다. 서역 실크로드 무역로에서 중요한 지리적 위치를 차지하고 있었으며, 주변의 구자국(쿠얼러)과 카라샤르와 인접하였다. 450년~640년까지 교하성은 당나라 교현(交현)으로 편입되었고, 640년에는 교하현이 만들어졌다. 640년에서 658년에는 안서도호부가 설치되었고, 서역을 다스리는 주요 본거지가 되었다.
9세기 초반 이후로는 위구르 제국의 교하현이 되었고, 840년 키르기즈에 의해 멸망될 때까지 지속되었다.
교하성은 자연적으로 형성된 강의 중간에 거대한 섬(길이 1650m, 폭이 300m) 위에 지어졌고, 이런 이유로 방벽이 필요하지 않았다. 대신 사방으로 강으로 둘러싸인 가파른 절벽이 있어, 자연방벽의 역할을 하였다. 도시의 구조는 동쪽과 서쪽 거주지가 있었으며, 북쪽 지구는 불교 사원과 탑이 존재하고 있었다. 이것에 따라 동쪽지구의 남쪽에는 주목할 만한 묘지와 함께 거대한 관청유적이 발견되고 있다.
교하고성은 13세기 징기스칸에 의한 몽골의 침입 이후 마침내 버려지게 되었다. 1961년 이후 중화인민공화국의 정부에 의해 보존이 시작되었다. 중국 정부는 다른 실크로드의 유적지와 함께 이곳도 유네스코 세계유산으로 등재하려고 노력하고 있다.

## 갤러리

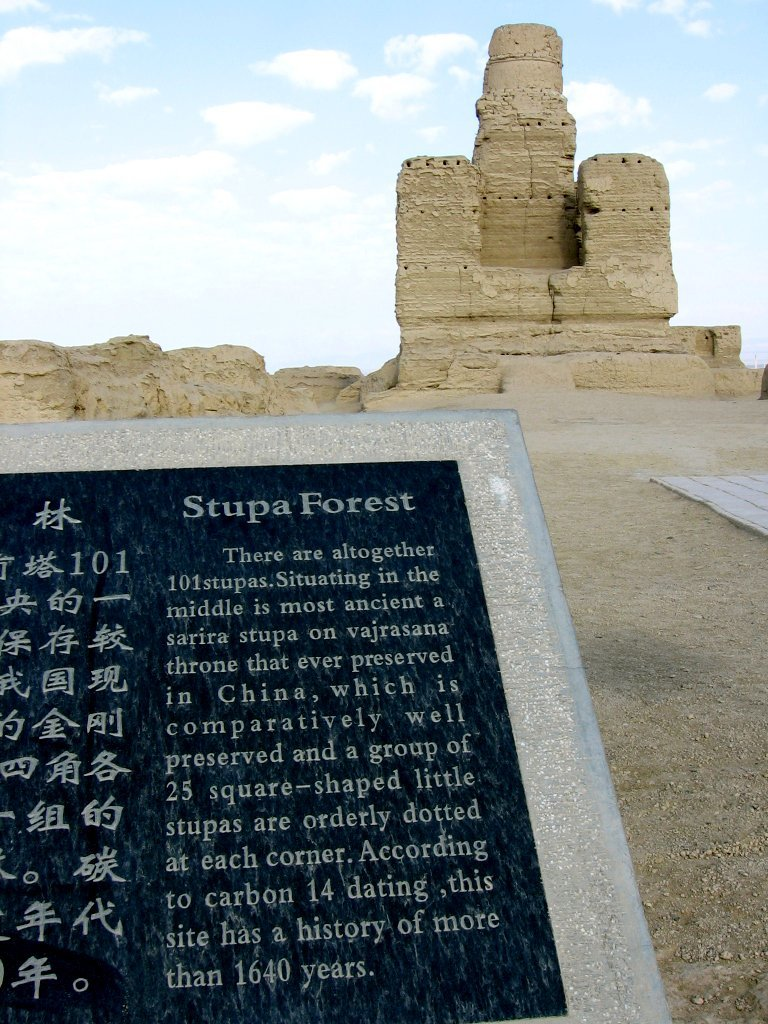
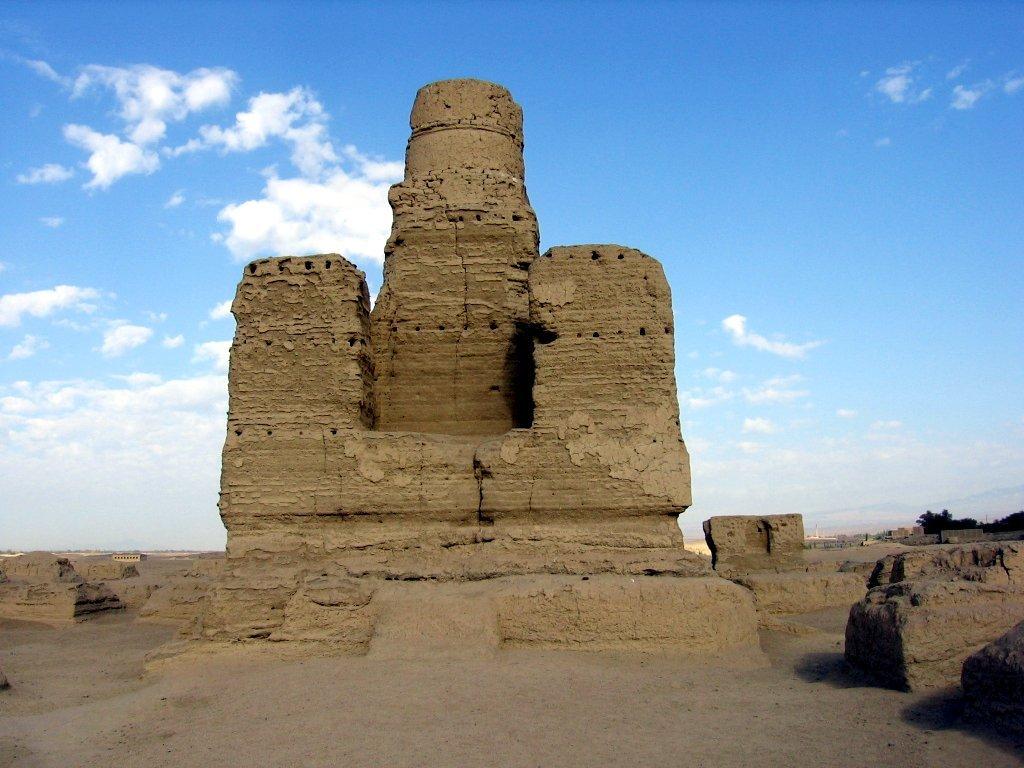
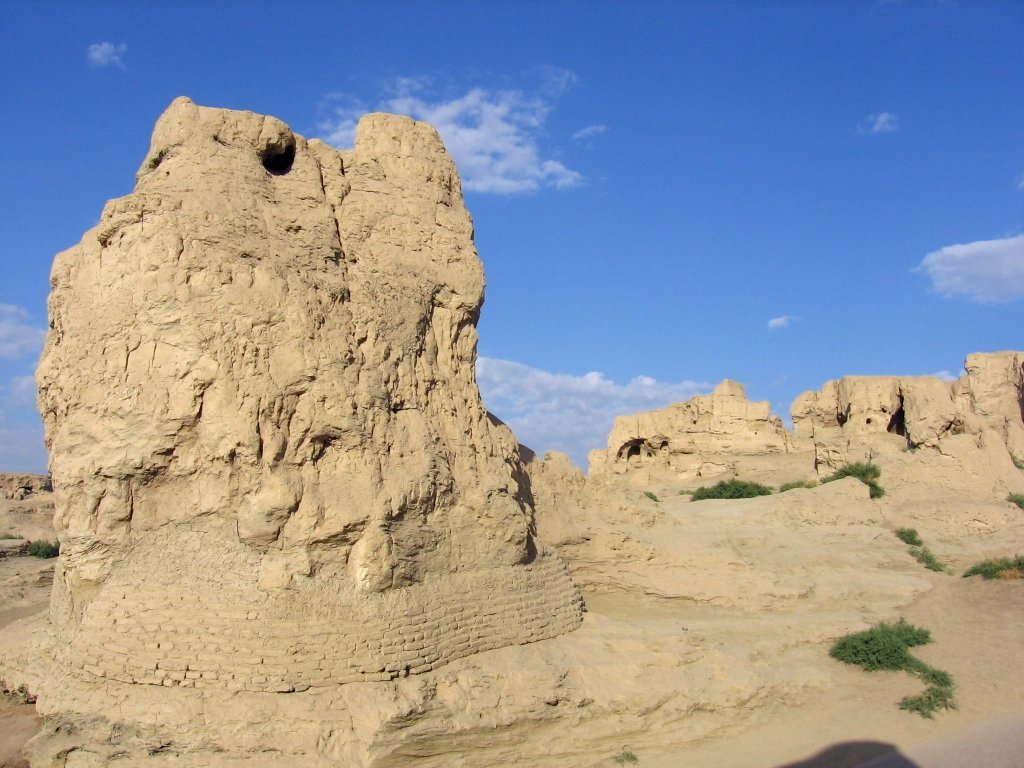
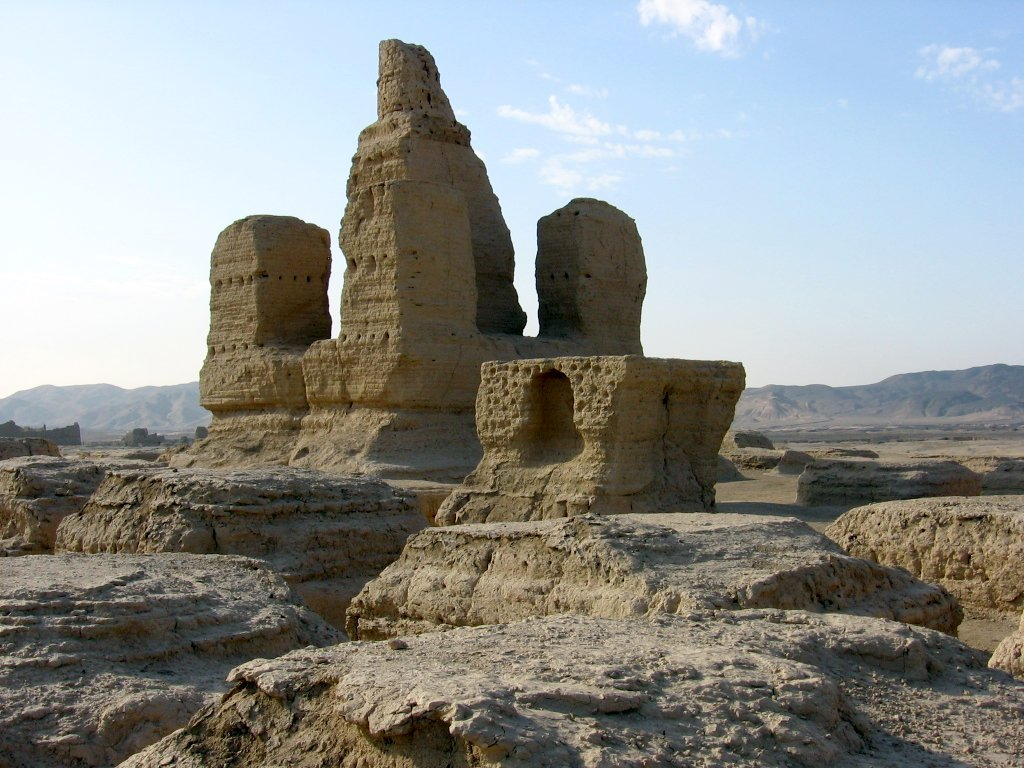
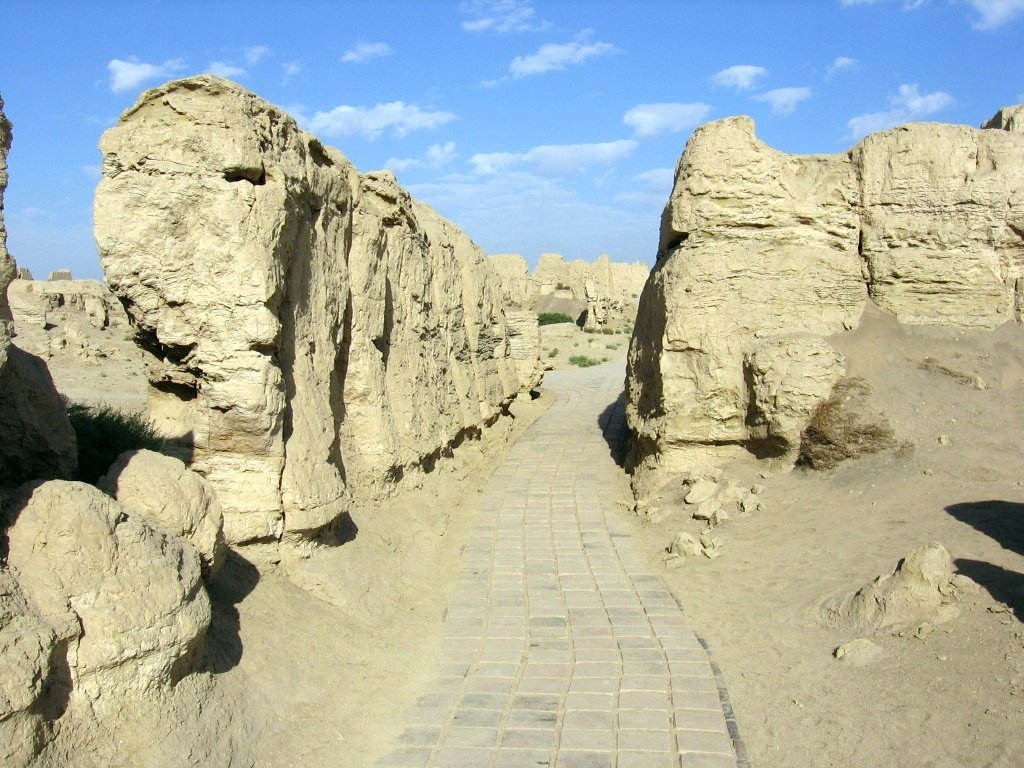
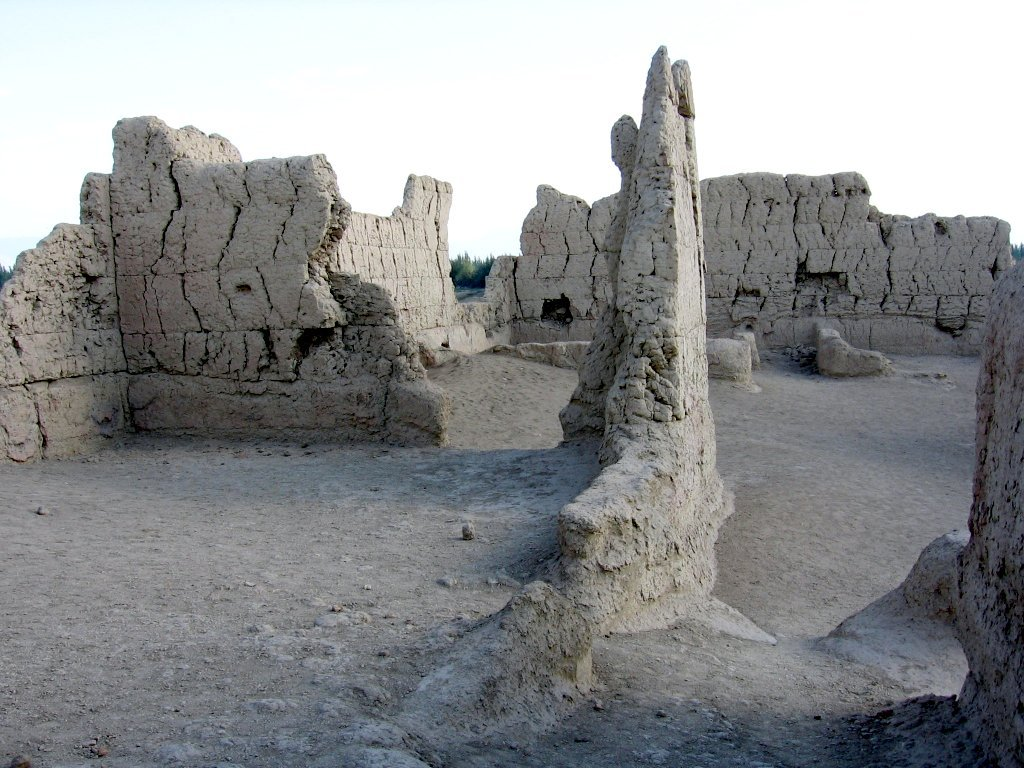
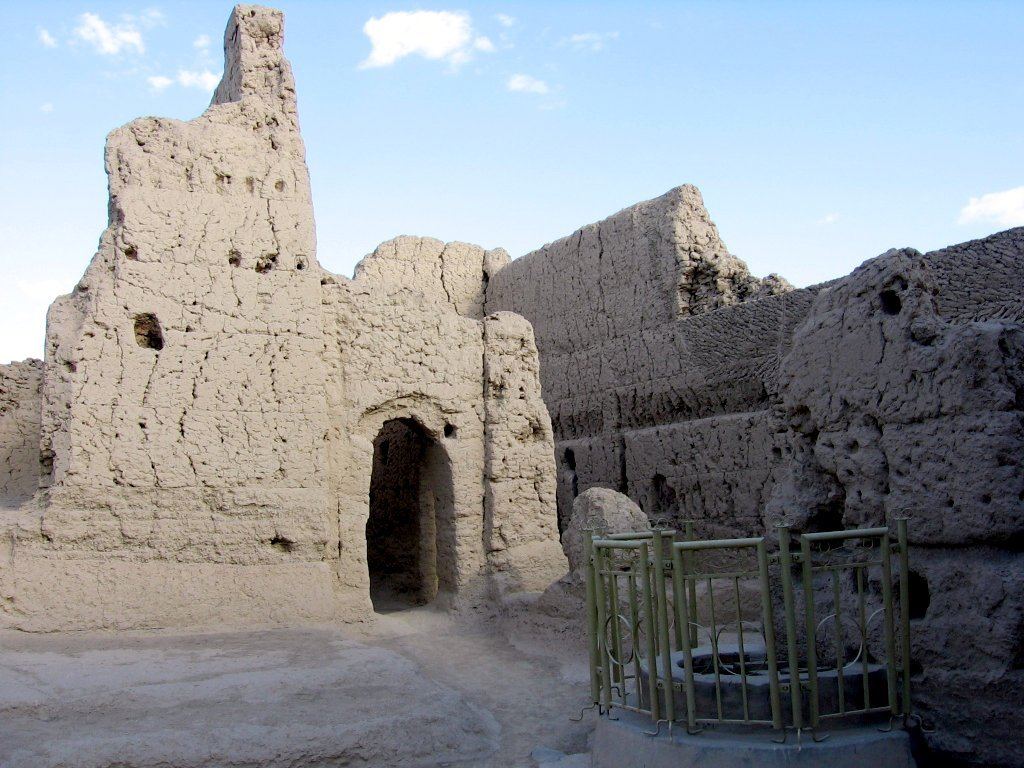
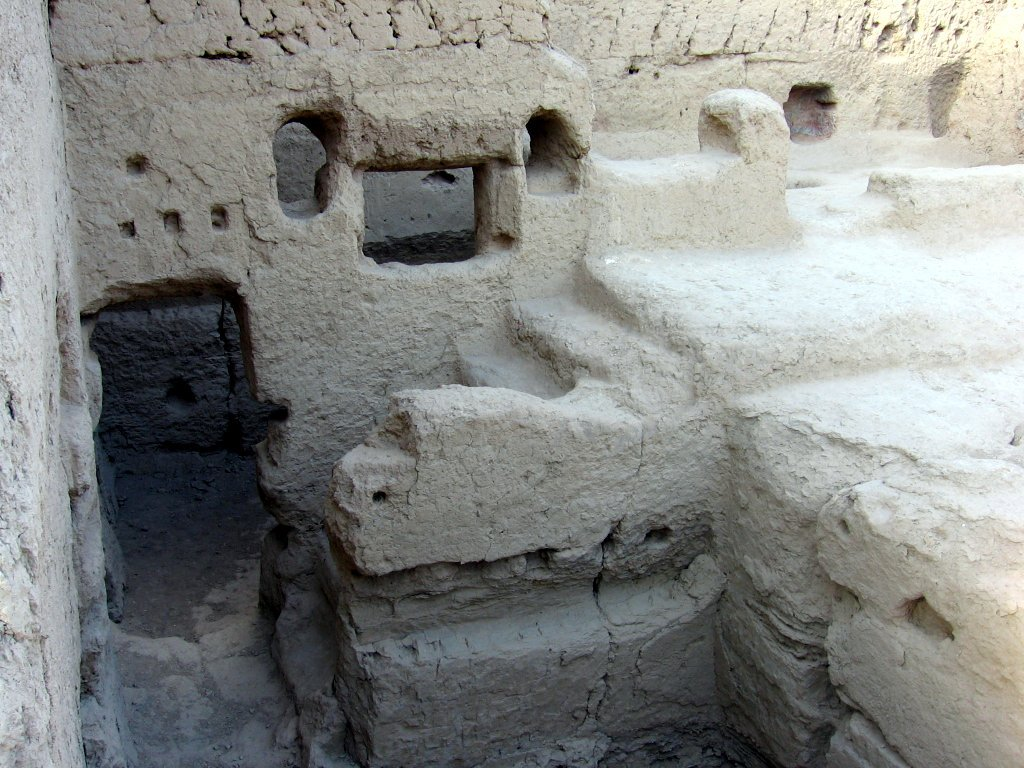
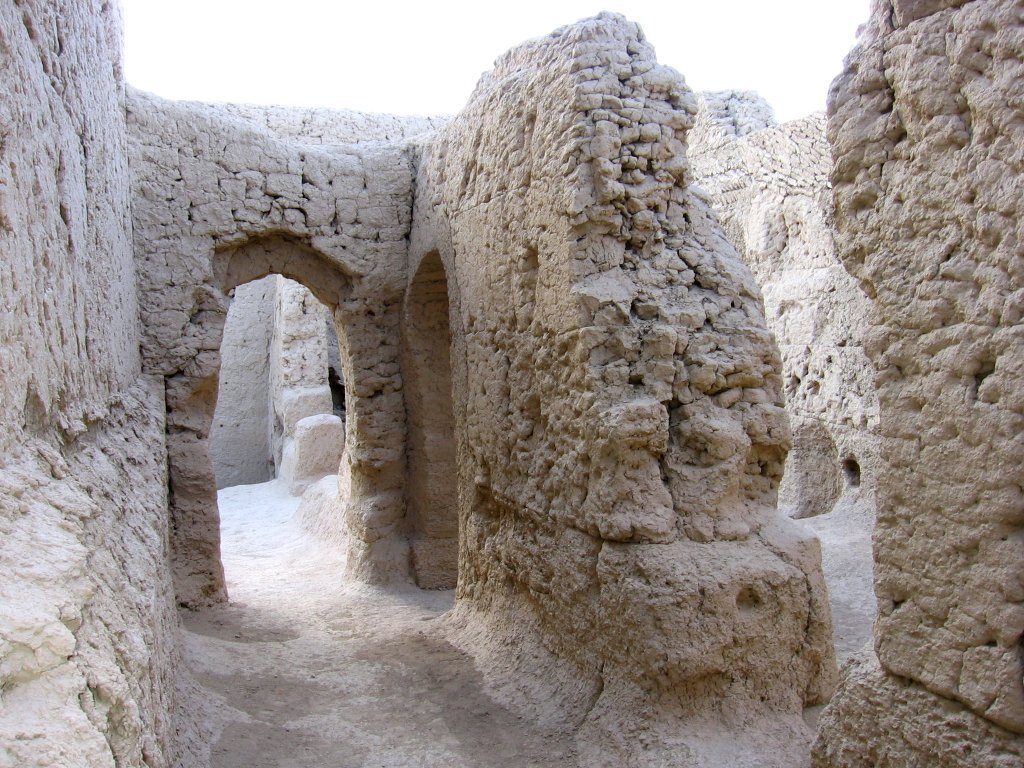
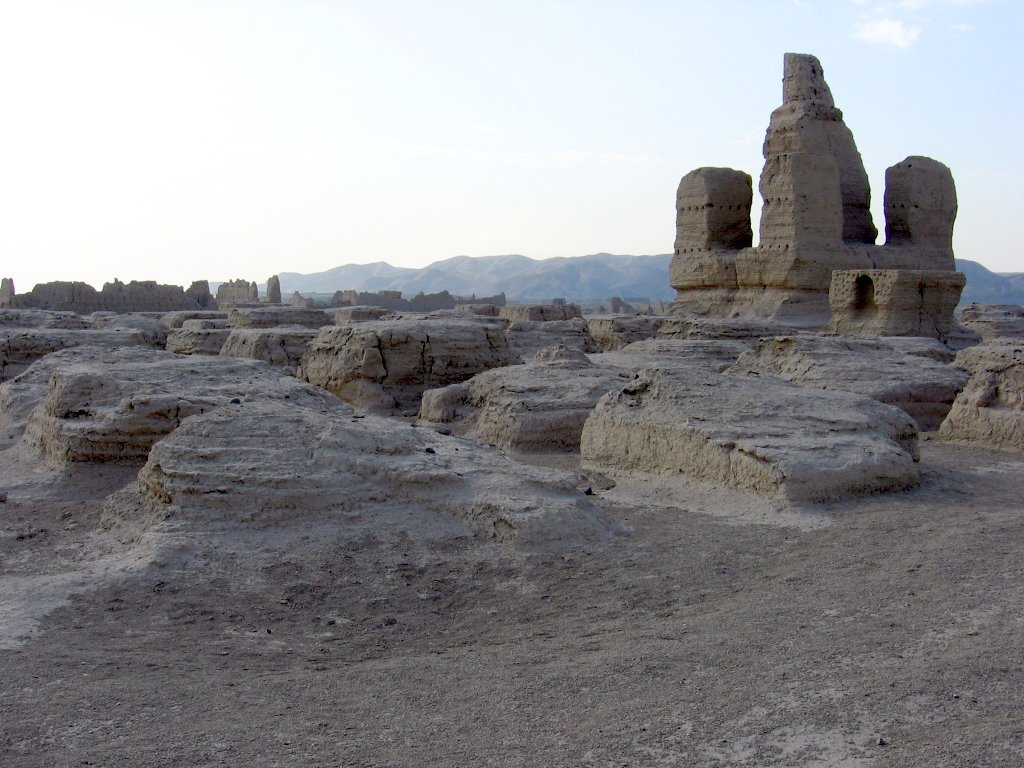
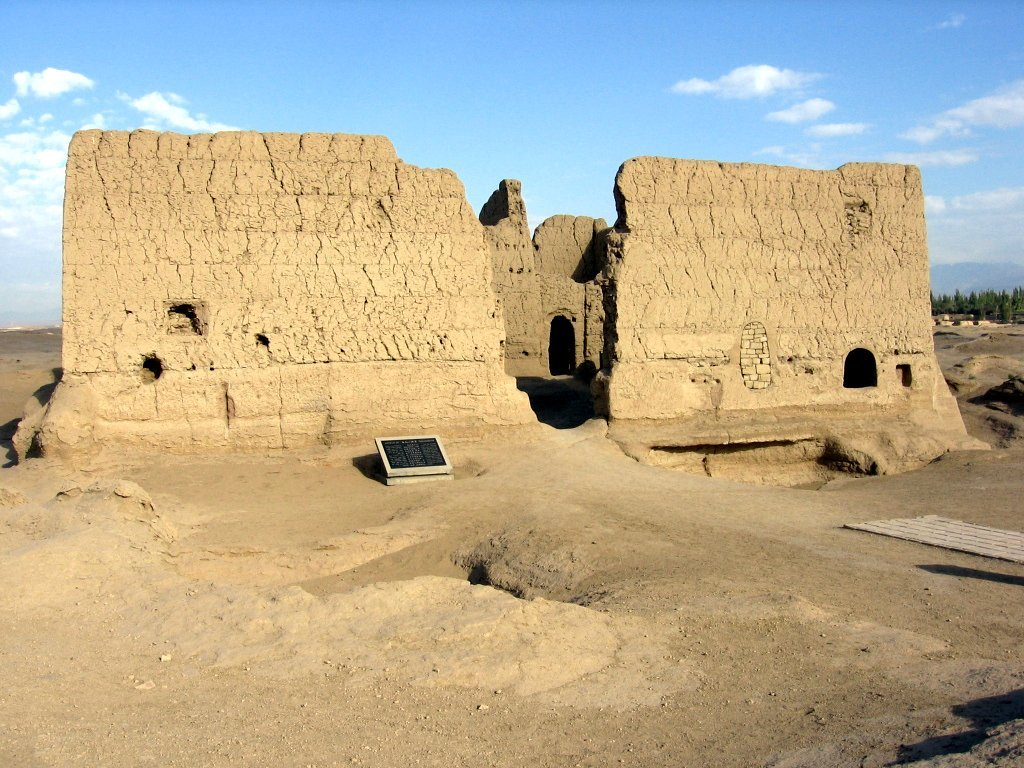
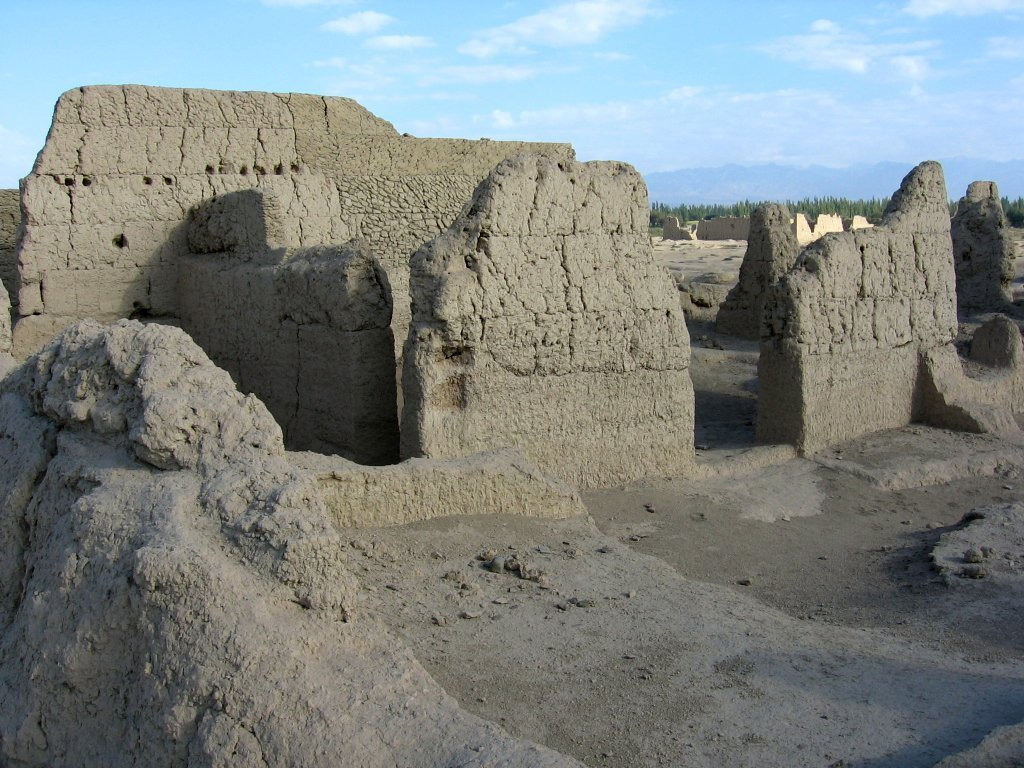
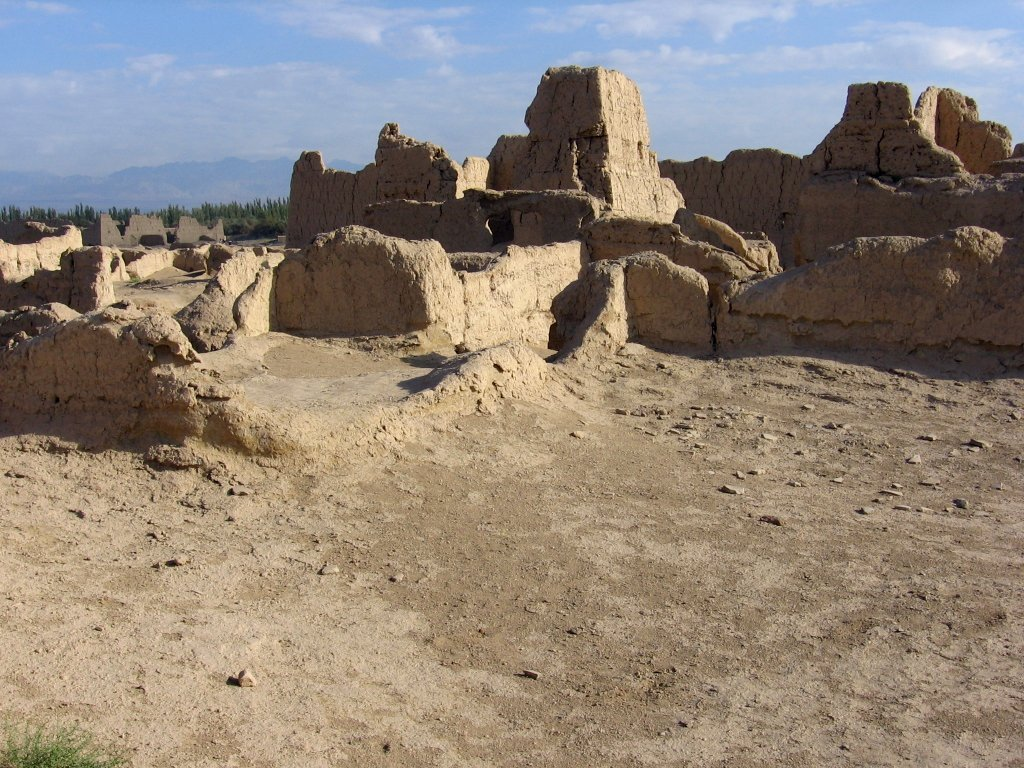
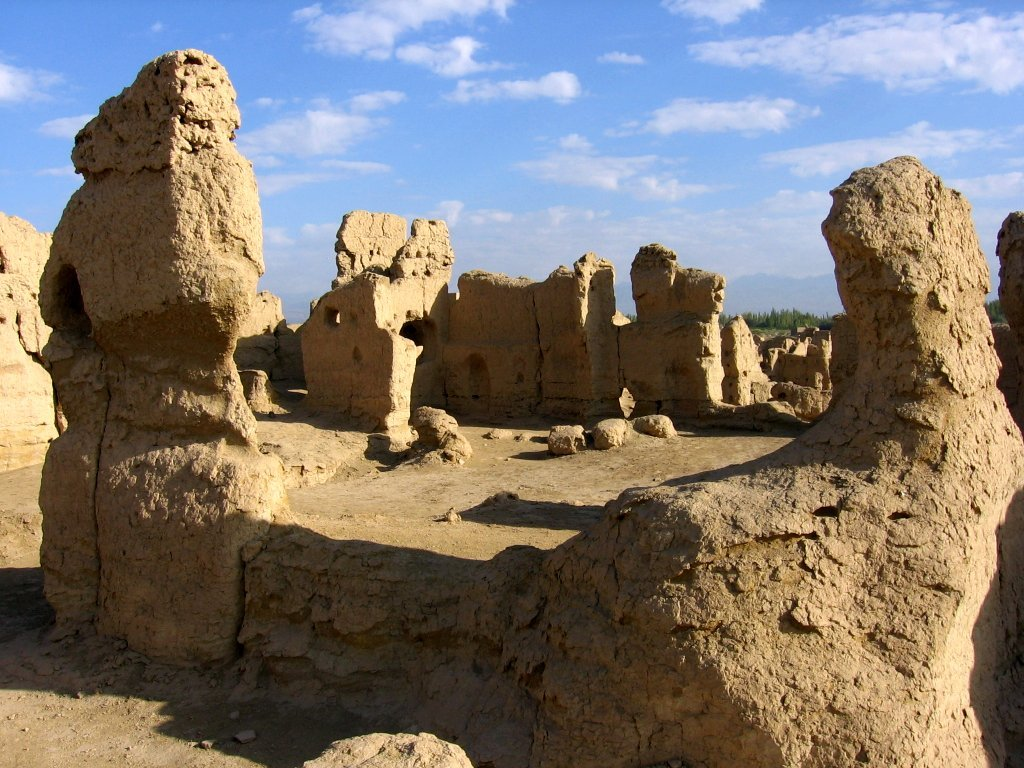
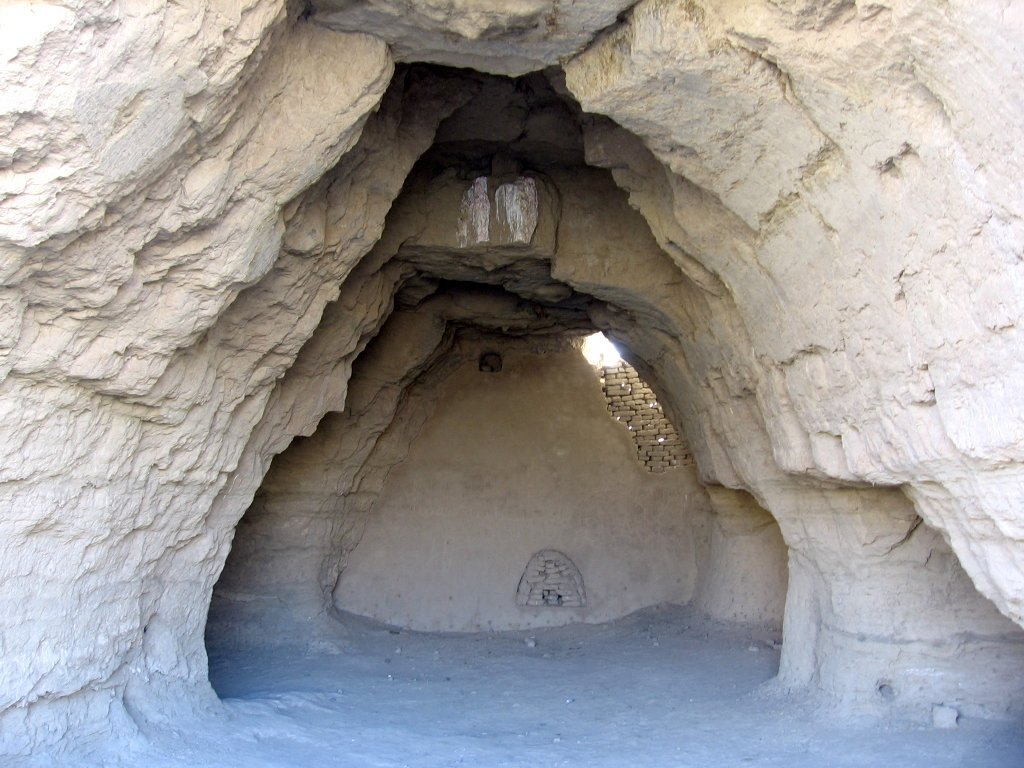
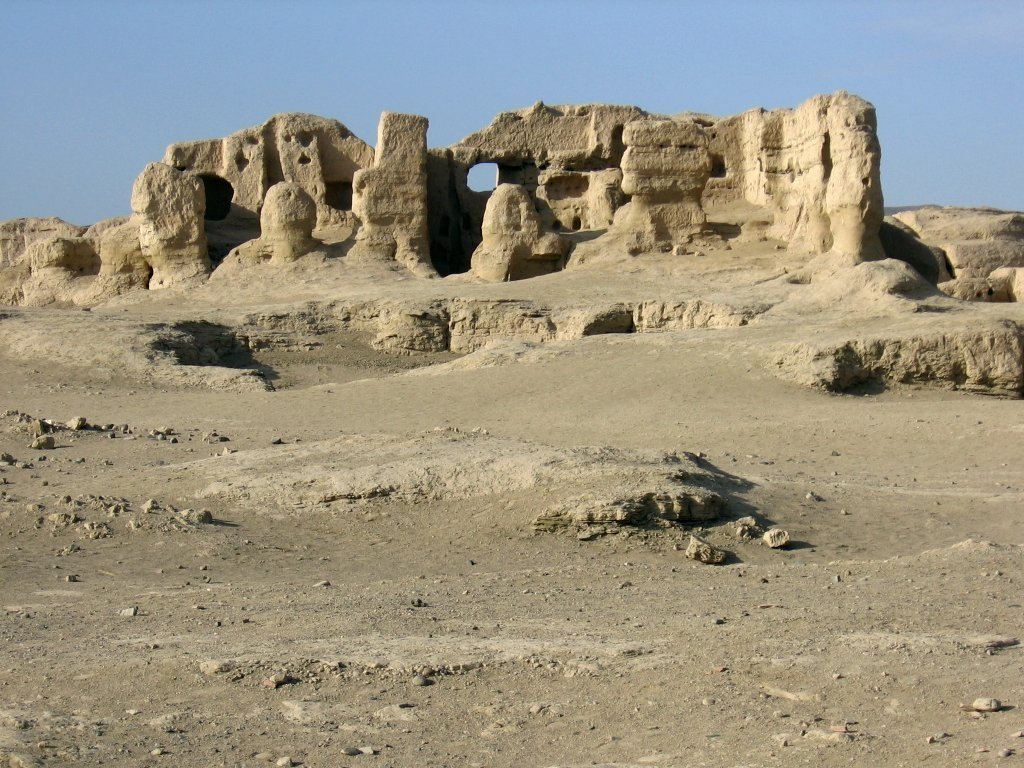

## 같이 보기
- 차사국
- 정길
- 반초
- 가오창